# Les Conquérants de l'impossible
 (juin 2020).
Les Conquérants de l'impossible est une série de 21 romans de science-fiction pour la jeunesse écrite par l'auteur belge Philippe Ébly, publiée en France de 1971 à 2009 dans la collection Bibliothèque verte des éditions Hachette puis aux Éditions Degliame (rééditions partielles).

## Les personnages

### Personnages principaux
- Serge Daspremont : un jeune parisien curieux et aventureux.
- Xolotl (Daspremont) : un jeune indien nahua du Mexique, adopté à l'âge de quinze ans par le père de Serge.
- Thibaut de Châlus : un jeune noble en provenance du XIIe siècle. Il porte le nom de Châlus, ville du Limousin qui existe réellement.

### Autres personnages
- Marc et Raoul Forestier : deux frères, fils d'un médecin. Ils participeront aux trois premières aventures.
- Souhi : une jeune fille en provenance de l'an 4000 rencontrée dans La Grande Peur de l'an 2117 et qui intègre l'équipe plus tard.

### Les commanditaires des aventures
Science-fiction oblige, les commanditaires sont essentiellement des scientifiques de haute volée, capables d'inventions extraordinaires. À plusieurs reprises, Philippe Ébly en fait des amis ou des connaissances professionnelles de Jacques Daspremont, le père de Serge, lui-même scientifique de haut niveau (polytechnicien) et inventeur de l'autinios, un métal qui a la propriété de transporter dans le temps celui qui le porte. Parmi les commanditaires, on peut citer :
- Le professeur Auvernaux : universitaire enseignant à la Sorbonne. À plusieurs reprises, il envoie dans le temps les Conquérants grâce à l'autinios ; il est aussi le découvreur des « tunnels temporels » permettant des voyages dans le temps beaucoup plus lointains.
- Le professeur Lorenzo : universitaire italien qui découvre les propriétés de l'autinios. C'est également le concepteur de la soucoupe volante qui emmène les Conquérants sur Mars.
- Le professeur Omegna : autre universitaire italien ; il remplace son confrère et collègue Lorenzo lors de l'aventure dans le Milan de Léonard de Vinci.
- Le professeur Mouret : polytechnicien, il est le concepteur du robot humanoïde Haum ; le cerveau du robot a, lui, été programmé par le professeur Marcillac.
- Le professeur Martigny : il dirige l'expérience du roman Le Matin des dinosaures.
- Le docteur Forestier : père de Raoul et de Marc (voir plus haut), qui ramène Thibault à la vie après son hibernation dans l'azote liquide.
- Le docteur Danielle : médecin à la retraite, créateur du « Chrono-régresseur », un produit chimique qui fait revivre la personnalité d'un ancêtre dans une personne.

## Thèmes de la série
Le thème principal est le voyage dans le temps, mais d'autres thèmes de science-fiction sont également abordés : robots humanoïdes, hibernation, contamination radioactive d'une partie de la Terre, exploration spatiale, pouvoirs mentaux, mondes virtuels ou parallèles, mutants. D’autres volumes de la série ont pour sujet la frontière du fantasmagorique et de la mythologie tel le mythe grec de l'Atlantide ou bien « la ville dissimulée au cœur d'un volcan ou d'une montagne », en référence à l'Aggartha, cité mystérieuse de la Tradition Primordiale explicitée par René Guénon.

### Le voyage dans le temps
Principal thème de la série, le voyage dans le temps est traité de diverses manières par Philippe Ébly. En plus de permettre l'introduction d'une dimension historique (quand les Conquérants partent dans le passé) ou prédictive (quand ils partent dans le futur), le voyage dans le temps amène souvent l'auteur à aborder les paradoxes spatiotemporels
Le mode du voyage dans le temps n'est pas toujours le même :
- Tout d'abord, il y a un métal, l'autinios, sous forme de gourmettes à l'origine, puis de ceintures, plus discrètes car dissimulées sous les vêtements. C'est un alliage de quatre éléments chimiques dont les symboles assemblés ont donné le nom (Au-Ti-Ni-Os : or, titane, nickel, osmium), même si les proportions utilisées restent secrètes. L'alliage possède la particularité de voyager dans le temps quand il est soumis à un champ magnétique. Découverte par hasard dans L'Éclair qui effaçait tout, cette propriété est utilisée dans plusieurs autres romans de la série.

- Ensuite, il y a les mystérieux « tunnels temporels » qui peuvent être empruntés par des « glisseurs temporels ». Ils peuvent projeter les aventuriers 5 000 ans dans le passé ou le futur mais - inconvénient certain - 5000 ans tout juste, pas plus et pas moins. « C'est à prendre ou à laisser » déclare le Professeur Auvernaux dans La Voûte invisible.

- Enfin, on peut associer au thème du voyage temporel trois autres éléments : 
  - Le « Chrono-régresseur » : un produit chimique qui fait revivre dans une personne, celui ou celle de ses ancêtres qui a la plus forte personnalité de la lignée (il apparait dans Le Navire qui remontait le temps).
  - L'hibernation : elle ralentit le vieillissement dans Celui qui revenait de loin.
  - Le titane colloïdal : il accélère l'écoulement du temps dans Le Matin des dinosaures.

### Les robots humanoïdes
Ce thème est traité dans Le Robot qui vivait sa vie et dans Le Naufragé des étoiles.

### L'exploration spatiale
Ce thème apparaît dans …Et les Martiens invitèrent les hommes.

### La contamination radioactive de la Terre
Ce thème est au cœur du roman La Voûte invisible. Cette Voûte invisible est un immense champ de force hémisphérique qui met toute une région en quarantaine pour protéger le reste du territoire. En effet, au centre de cette région (une partie notable de la Bretagne, en fait), s'est produit un accident nucléaire, l'explosion d'une centrale, et Philippe Ébly, par analogie avec les compartiments étanches d'un sous-marin que l'on ferme pour sauver le navire s'il se produit une voie d'eau, a imaginé ce dispositif qui isole définitivement la partie contaminée du territoire.

### Les pouvoirs mentaux
Rudy, la créature extraterrestre dans Le Naufragé des étoiles et les martiens dans …Et les Martiens invitèrent les hommes disposent de pouvoirs mentaux. Pour Rudy, c'est l'accord des ondes Alpha qui lui permet de ressentir des émotions chez d'autres personnes et, éventuellement, de les influencer. Pour les martiens, c'est la consommation de « crô », un fruit martien, qui les rend télépathes. À noter que cela fonctionne également avec les autres personnes, dont les héros, quand ils en consomment.

### L'informatique et les mondes virtuels et/ou parallèles
Ce thème est traité dans L'Ordinateur qui semait le désordre, roman qui se déroule dans un monde parallèle géré par ordinateur.

### Les mutants
Ce thème apparaît dans Le Matin des dinosaures via les personnages d'Aïtor et d'Alana. Dans Les Parias de l'an 2187, l'on apprend que le peuple des Iquits sont les descendants d'Aïtor et d'Alana.

### Autres thématiques
Trois romans se distinguent des autres par le fait que la science-fiction n'y a pas ou très peu de place : 
- Destination Uruapan, le premier volume de la série, traite d'un « monde perdu » au sens de Jules Verne ou d'Arthur Conan Doyle avec son roman Le Monde perdu.
- L'Île surgie de la mer aborde le thème de l'Atlantide.
- La Ville qui n'existait pas se déroule dans une ville secrète, presque complètement coupée du monde, tapie au fond d'un gigantesque volcan éteint.

Ces deux derniers romans relèvent du genre « légendes et mythologies », gréco-latines pour l'un, inspiré de la tradition symbolique qualifiée de Tradition Primordiale par René Guénon, pour l'autre.